# Marco Zipoli
Marco Zipoli (Génova, 16 de Junho de 1990) é um piloto de carros italiano.

## Carreira
Marco Zipoli teve a sua primeira experiência em 4 rodas com 7 anos quando começou a participar nas competições regionais amadoras de karting. Depois de ter sucesso na experiência regional, Marco Zipoli passou a nível nacional em 2003 quando permaneceu 2 temporadas no Campeonato Italiano Open Masters ICA. Juntou a esta campanha muitas outras competições de karting, acabando em 2º o Troféu Andrea Margutti em 2004.
Mais tarde, em 2006, Marco Zipoli teve a sua primeira experiência em monolugares num carro de Fórmula Azzurra pela equipa Team Minardi. A equipa ficou impressionada pelos seus tempos por volta e levou-o para uma corrida no Motor Show de Bolonha, corrida que Marco Zipoli ganhou.  
Com este resultado na sua estreia em corridas, Marco Zipoli teve a oportunidade de estar uma época completa na Fórmula Azzurra, em 2007, com a equipa Team Italia CSAI.  Marco Zipoli teve vitórias em Misano, Magione, Varano, Monza e Vallelunga – mais 11 pódios - para obter o segundo lugar final. 
Em 2008, Marco Zipoli competiu no Campeonato Italiano de Fórmula 3 com a equipa Team Minardi.  Somou o seu primeiro pódio neste campeonato em Varona e falhou por pouco o 3º lugar no campeonato e ficou entre os melhores pilotos rookie.
Giancarlo Minardi, reconhecido por lançar talentos para a Fórmula 1 como Fernando Alonso, Jarno Trulli e Giancarlo Fisichella, continua a apoiar Marco Zipoli como jovem piloto italiano a ir para a sua primeira temporada na Fórmula 2 FIA. O par espera ter sucesso na F2 como parte final de um projecto que visa assegurar que Marco Zipoli é piloto de Fórmula 1 em 2011.

### Registo da carreira
| Época | Campeonato                           | Vitórias | Pole Positions | Lugar Final |
| 2003  | Campeonato ICA Andrea Margutti       | ND       | ND             | 2º          |
| 2003  | Campeonato Italiano Open Masters ICA | ND       | ND             | 19º         |
| 2005  | Campeonato ICA Andrea Margutti       | ND       | ND             | 28º         |
| 2005  | Campeonato Europeu ICA               | ND       | ND             | 5º          |
| 2006  | Fórmula Azzurra                      | ND       | ND             | ND          |
| 2006  | Campeonato Italiano ICA Open Masters | ND       | ND             | 23º         |
| 2006  | Campeonato ICA Europeu               | ND       | ND             | 5º          |
| 2006  | Troféu ICA Andrea Margutti           | ND       | ND             | 29º         |
| 2006  | Campeonato ICA Ásia Pacífico         | ND       | ND             | 4º          |
| 2007  | Fórmula Azurra                       | 6        | 3              | 2º          |
| 2008  | Fórmula 3 Itália                     | ND       | ND             | 6º          |